# سنبی

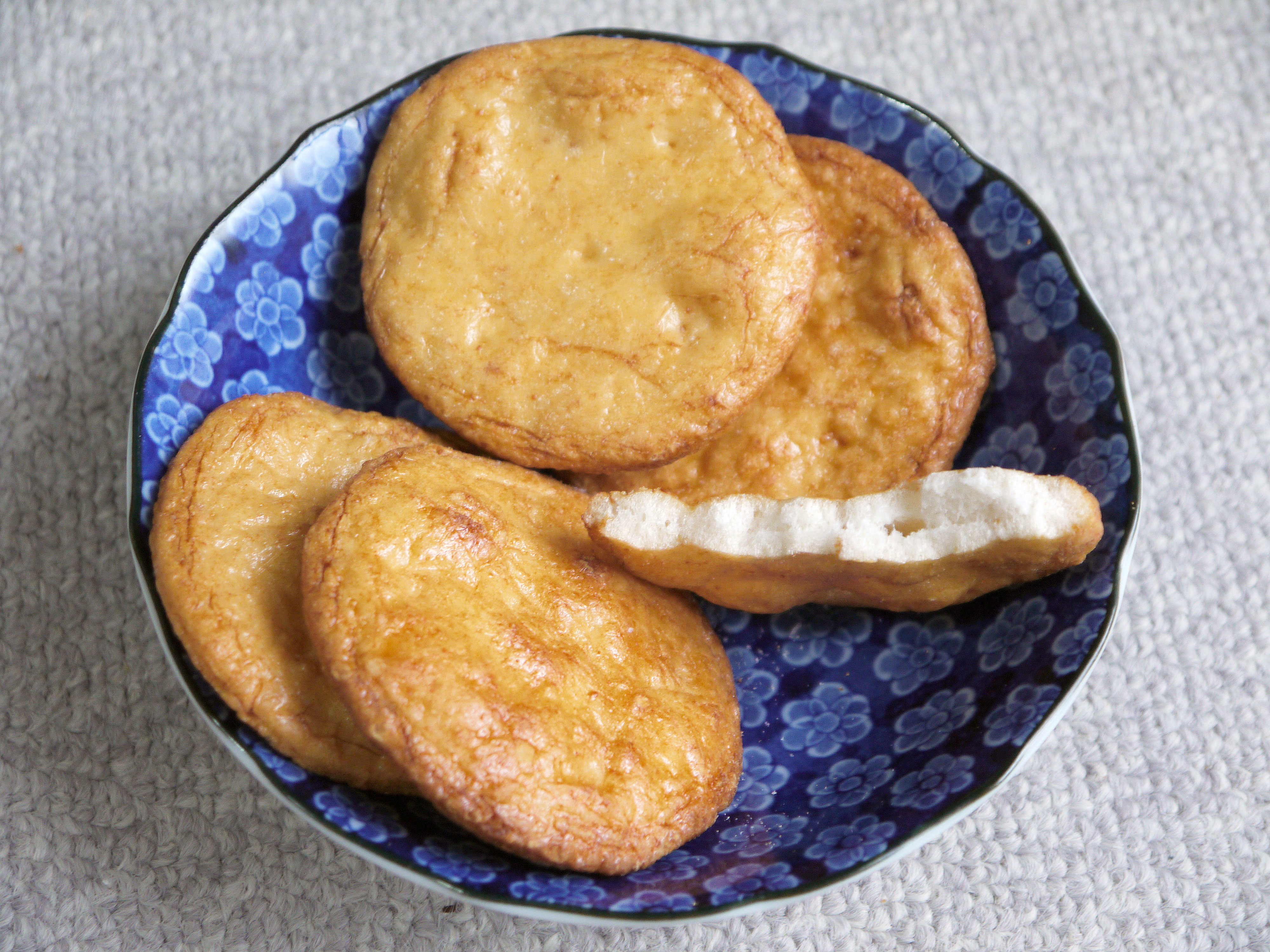
سنبی

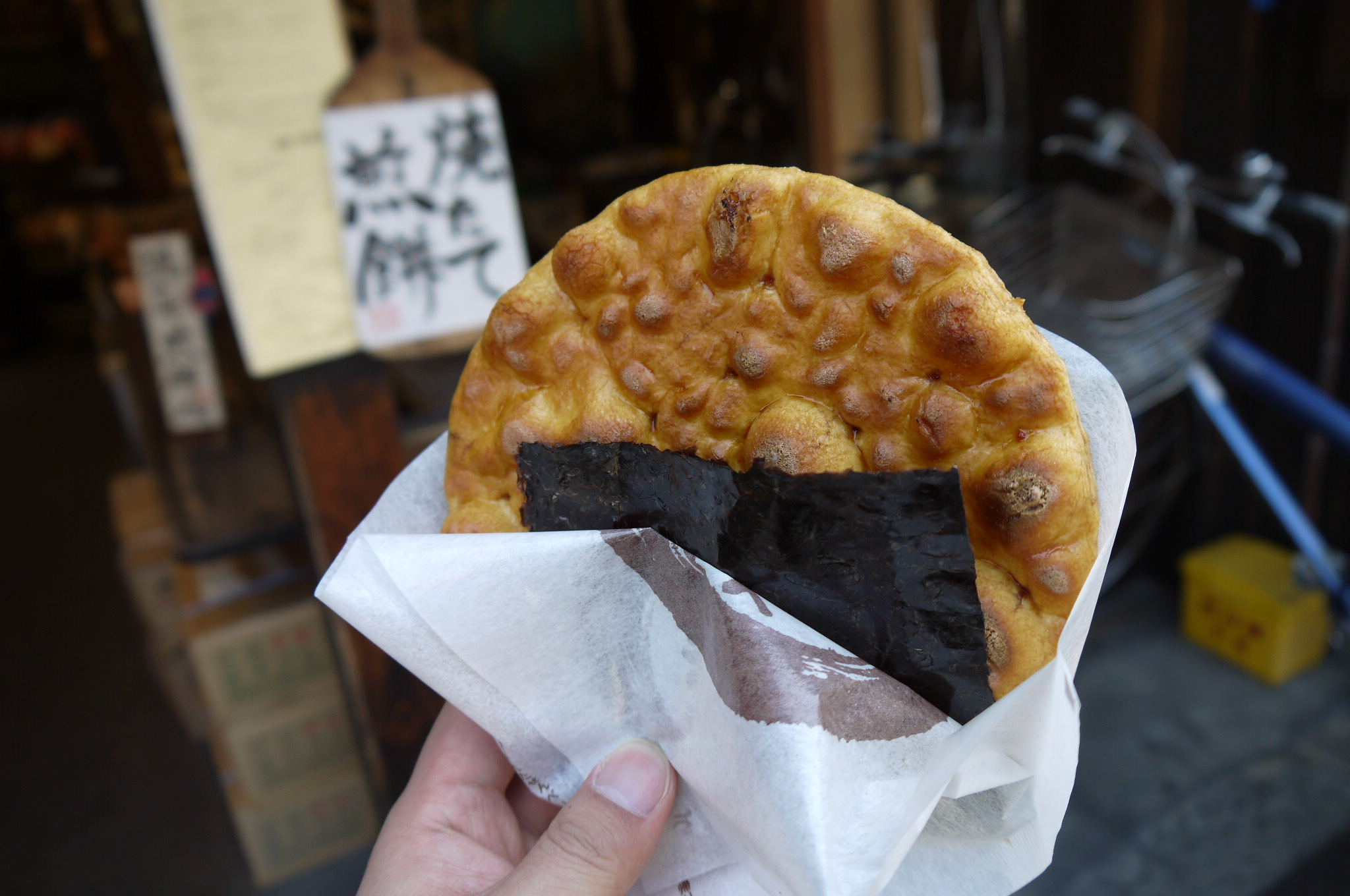
سنبی به همراه نوری

سِنبی (به ژاپنی: 煎餅 せんべい Senbei) یکی از انواع تنقلات ژاپنی است از آرد غلات به‌خصوص برنج تهیه می‌شود. شکل ظاهری آن بیشتر تخت و نازک است. همانطور که از کانجی سنبی بر می آید در تهیهٔ آن از برنج مخصوص تهیه موچی (به انگلیسی: Glutinous rice) (برنج کوچک و چسبناک ژاپنی) استفاده می‌شود.